# Fièvre purpurique brésilienne
 Mise en garde médicale
La fièvre purpurique brésilienne (Brazilian Purpuric Fever ou BPF) est une maladie infantile grave causée par la bactérie Haemophilus influenzae du biogroupe aegyptius. Cette affection se caractérise par une septicémie fulminante qui est souvent fatale. Identifiée pour la première fois dans l'État de São Paulo au Brésil en 1984, la maladie affecte principalement des enfants âgés de 3 mois à 10 ans.
Initialement, les symptômes ressemblaient à ceux d'autres maladies infectieuses, y compris une fièvre élevée et des lésions purpuriques (taches de sang) sur la peau. En raison de ces symptômes trompeurs, il était initialement supposé que les décès étaient dus à une méningite. Toutefois, des autopsies ont révélé que la cause sous-jacente était une infection par H. aegyptius.
Bien que la maladie ait été initialement considérée comme endémique au Brésil, d'autres cas ont été signalés en Australie et aux États-Unis entre 1984 et 1990, indiquant une distribution plus large que prévu.

## Haemophilus influenzae
Haemophilus influenzae est une bactérie appartenant au groupe des bacilles Gram négatif non sporulés. Ces micro-organismes sont immobiles et peuvent être aérobies ou anaérobies facultatifs. Leur croissance dépend de certains facteurs nutritifs spécifiques présents dans le sang, notamment le facteur X (hémine) et le facteur V (NAD ou NADP).
Les conditions optimales pour la croissance de Haemophilus influenzae se situent entre une température de 35 et 37 °C et un pH optimal de 7,6. Ces bactéries sont des parasites obligatoires et constituent une partie de la flore normale du tractus respiratoire supérieur chez l'humain.

## Tableau clinique
Dans les cas documentés de fièvre purpurique brésilienne, les symptômes incluent une forte fièvre, des nausées, des vomissements, des douleurs abdominales sévères, un choc septique, et finalement, le décès. Certains patients avaient également présenté une conjonctivite environ 30 jours avant l'apparition de la fièvre. L'examen clinique des enfants infectés par la bactérie révèle des lésions purpuriques localisées principalement sur le visage et les extrémités, une cyanose et une nécrose des tissus mous, notamment des mains, des pieds, du nez et des oreilles.
L'analyse des cas mortels a mis en évidence des hémorragies au niveau cutané, pulmonaire et des glandes surrénales. Sur le plan histopathologique, les analyses ont révélé des hémorragies, des microthromboses intravasculaires, et une nécrose, ces lésions étant retrouvées dans divers tissus comme le derme, les glomérules rénaux, les poumons, et les vaisseaux hépatiques.

## Diagnostic
Le diagnostic de la fièvre purpurique brésilienne repose sur plusieurs éléments. Les signes cliniques clés incluent une forte fièvre, des lésions purpuriques sur la peau, et une évolution rapide de la maladie vers un état critique. En parallèle, l'isolement de la bactérie Haemophilus influenzae du biogroupe aegyptius à partir d'échantillons sanguins est également un indicateur diagnostique crucial.
Pour éliminer la possibilité d'une méningite bactérienne, qui présente un tableau clinique similaire, des tests de laboratoire doivent être effectués pour détecter la présence de Neisseria meningitidis. Une négativité aux tests pour cette bactérie permet d'exclure formellement le diagnostic de méningite et conforte ainsi le diagnostic de fièvre purpurique brésilienne.

## Transmission
Un type de moucheron (Liohippelates (en)) a été suspecté comme étant à l'origine d'une épidémie de conjonctivite survenue dans l'État du Mato Grosso do Sul en 1991. Des spécimens de ces moucherons ont été isolés à partir des sécrétions conjonctivales d'enfants atteints de conjonctivite. Par la suite, 19 de ces enfants ont développé une fièvre purpurique.
D'autres voies de transmission de la maladie comprennent le contact direct avec les sécrétions conjonctivales de personnes infectées, l'utilisation d'instruments ophtalmiques mal stérilisés, ainsi que le partage d'applicateurs de maquillage pour les yeux ou de flacons à doses multiples de médicaments ophtalmiques.
La multiplicité des vecteurs et modes de transmission souligne l'importance d'une bonne hygiène et de mesures de prévention efficaces pour limiter la propagation de cette maladie potentiellement mortelle.

## Pathogénie
La pathogénie de la fièvre purpurique n'est pas bien établie, mais on pense que les patients deviennent porteurs pharyngés ou conjonctivaux d' H. aegyptius , avant sa diffusion dans la circulation sanguine. Cette hypothèse est étayée par l'isolement de la bactérie à la fois sur la conjonctive et dans l'oropharynx dans les cas documentés présentant une bactériémie d' H. aegyptius . Les facteurs de virulence possibles d' H. aegyptius sont les lipooligosaccharides (LOS), les polysaccharides capsulaires, les protéines des cils (médiateurs de l'adhésion à la membrane des muqueuses), les immunoglobuline A1 (IgA1), les protéines membranaires et des protéines extracellulaires. 
Dans une étude menée par Barbosa et al., la production d'une hémaglutinine extracellulaire a été suspectée comme étant le facteur pathogène majeur lié aux manifestations hémorragiques de la maladie. Cette molécule a pu être absorbée par les érythrocytes humains de type O. Lorsque cette molécule a été injectée à des lapins, ils ont développé des réactions similaires à celles de patients atteint de fièvre purpurique.
D'autres recherches sont en cours pour déterminer les mécanismes impliqués avec les autres facteurs de virulence de H. aegyptius. La pathogénie globale des fièvres purpuriques implique probablement plusieurs étapes et un certain nombre de facteurs bactériens.

## Facteurs de risque
Les facteurs de risque associés aux fièvres hémorragiques ne sont pas bien connus. Cependant, il a été suggéré que les enfants de moins de 5 ans étaient plus sensibles car leur sérum manque d'activité bactéricide contre l'infection. Les enfants plus âgés et les adultes ont des titres plus élevés d'anticorps bactéricides, qui servent de protection. On a également associé le fait pour les enfants de résider dans les zones géographiques les plus chaudes à un risque plus élevé de fièvre purpurique.

## Méthodes de prévention
La méthode de base pour le traitement de la conjonctivite comprend notamment des soins d'hygiène appropriés pour l'œil atteint. Si la conjonctivite se trouve être provoquée par H. aegyptius du groupe III, il a été prouvé qu'un traitement antibiotique rapide de préférence à la rifampicine permettait d'empêcher l'évolution vers la fièvre purpurique. Au Brésil, l'infection doit obligatoirement être signalée aux autorités sanitaires afin de réaliser qu'une enquête appropriée sur les cas contacts. Cette enquête permettra de déterminer la source probable de l'infection.

## Traitement
Il est extrêmement difficile de traiter avec efficacité la fièvre purpurique, principalement en raison de la difficulté d'obtenir un diagnostic exact. Au début la maladie ressemble à un cas banal conjonctivite, mais H. aegyptius n'est pas sensible au collyre antibiotique couramment utilisé pour la traiter. Ce traitement est inefficace car il ne traite que l'infection locale, alors que si l'infection évolue vers une fièvre purpurique, un traitement antibiotique systémique est requis. Bien que le germe soit sensible à de nombreux antibiotiques couramment utilisés, y compris l'ampicilline, la céfuroxime, la céfotaxime, la rifampicine et le chloramphénicol, au moment où le diagnostic est posé la maladie est trop évoluée pour pouvoir être traitée efficacement. Avec un traitement antibiotique, le taux de mortalité est de l'ordre de 70 %.
- (en) Cet article est partiellement ou en totalité issu de l’article de Wikipédia en anglais intitulé « Brazilian purpuric fever » (voir la liste des auteurs).